# Степне (Смоленський район)
Степне́ (рос. Степное) — село у складі Смоленського району Алтайського краю, Росія. Входить до складу Кіровської сільської ради.
Стара назва — Отділення 2-е совхоза Алтай.

## Населення
Населення — 127 осіб (2010; 198 у 2002).
Національний склад (станом на 2002 рік):
- росіяни — 95 %